# Narty

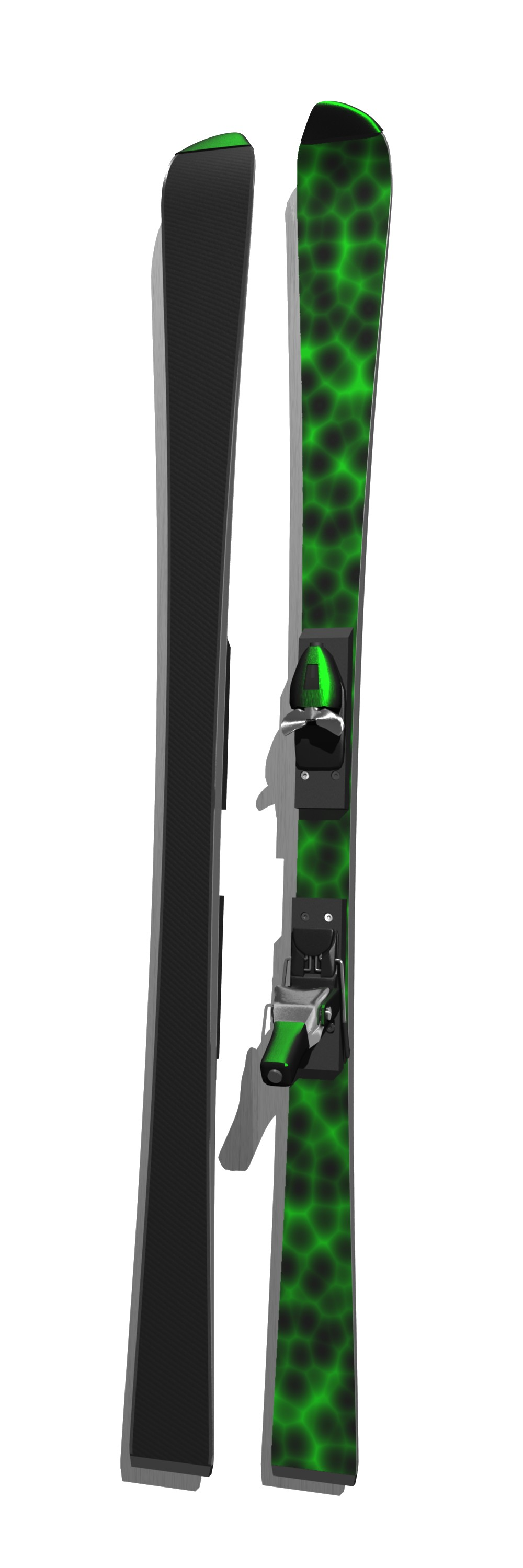
Para nart zjazdowych

Narty – długie, płaskie płozy mocowane do nóg poprzez system butów i wiązań, które umożliwiają ślizganie się po powierzchni śniegu.
Narty ślizgają się po powierzchni śniegu ponieważ ciepło wytworzone tarciem nart powoduje, że topi się śnieg znajdujący się bezpośrednio pod nartą, co wytwarza bardzo cienką warstwę wody na powierzchni której mogą ślizgać się narty. Specjalne smary, które są używane do smarowania nart obniżają temperaturę topnienia śniegu znajdującego się w styczności z nartą, ułatwiając tworzenie warstwy wody. Narty montowane są do butów narciarskich za pomocą specjalnych wiązań.

## Historia
Według najnowszych badań ojczyzną nart jest Azja Środkowa, a konkretnie okolice Bajkału i gór Ałtaj. Do Skandynawii narty trafiły prawdopodobnie za pośrednictwem Lapończyków. Wśród licznych rysunków naskalnych w Skandynawii i centralnej części kontynentu azjatyckiego znalazły się również wyobrażenia scen narciarskich (rysunki datowane są na 3000–5000 lat). Przedstawiają one realistyczne ujęcia postaci, uchwyconych w typowo narciarskiej pozycji, z nogami ugiętymi w kolanach, co by wskazywało na poślizg. Najstarsze rysunki nart pojawiają się na malowidłach skalnych zrobionych 4500 do 5000 lat temu w Rødøy w Norwegii. Najstarsze zachowane narty znaleziono w Hotting w Szwecji i mają one około 4500 lat. Pierwsze narty wyprodukowane w celach sportowych powstały we Włoszech w 1867 roku i były wykonane z drewna.
Według Zygmunta Glogera, „narty”, to „...łyżwy drewniane...” i cytuje kronikarza Gwagnina: „Rusini na nartach bardzo prędko po wierzchu śniegu biegają; a te narty są drzewiane, przydłuższe, żelazem podłożone ze spodu, na 2 albo 3 łokcie wzdłuż; które na nogi miasto trepek włożywszy, koszturami się przydłuższymi, na końcach zaostrzonymi podpierając, bardzo prędko wciąż bieżą”. Po raz pierwszy słowo narty w znaczeniu dzisiejszym pojawia się w opublikowanej w roku 1564 przez Marcina Bielskiego Kronice:
Permska ziemia... gdy zimie na Nartach sie wożą po ledzie albo śniegu barzo prętko, aż źwierz ugoni. Narty są boty drzewiane, nosy u nich jako u sanek długie i wstoczone, popycha sie na nich kijem zakowanym (s. 434).
Podstawę opisu – podobnie jak dla Aleksandra Gwagnina – stanowiło dzieło Zygmunta Herbersteina, posła austriackiego, Rerum Moscoviticarum commentarii (1556, wyd. I 1549).
O nartach wspomina też Wacław Dyamentowski w „Dyaryuszu” (1606): „Dnia jednego z obozu naszych magnatów przeciwko wycieczce obrońców Moskwy wypadło (..) kilkaset człeka na nartach”.
Jednak narciarstwo jako sport pojawiło się w Polsce dopiero w 1888 roku. Pierwszym cywilnym narciarzem w Polsce był Stanisław Barabasz, który w Cieklinie koło Jasła po raz pierwszy wypróbował prowizoryczną parę nart. Ich budowę oparł na zasłyszanych w opowieściach o uciekinierach z Rosji łyżwach. W roku 1894 Barabasz pojawił się z nartami w Zakopanem, dając początek narciarstwu w Tatrach. Do historii przeszła jego wyprawa narciarska z tegoż 1894 r. wraz z Janem Fischerem do Czarnego Stawu Gąsienicowego.
Nowy sprzęt wszędzie budził zainteresowanie. W 1899 r. narciarze pokazali się w Warszawie: „Dziś rano uwagę publiczności zwracało dwóch młodzieńców, posuwających się na Krakowskim Przedmieściu i Nowym Świecie jazdą na „ski”. Zwolennicy szlichtady szwedzkiej z trudnością sunęli środkiem ulic. Podobno miłośnicy tego sportu, dzięki obfitej ponowie śnieżnej, wybierają się na pole za rogatką belwederską, dla wypróbowania łyżew i wprawienia się w jazdę”.

## Podział
W najnowszej historii narciarstwa wykształciły się dwie zasadnicze gałęzie: narciarstwo nordyckie, także: klasyczne lub norweskie i narciarstwo alpejskie (także: zjazdowe). Tak też kształtuje się zasadniczy podział nart. Odpowiada to nazewnictwu używanemu w języku angielskim (patrz: Ski/Types) i najczęściej w katalogach producentów nart.

### Rodzina nart nordyckich
Szeroka grupa nart do uprawiania różnych form narciarstwa klasycznego rozumianego szerzej niż tylko jako kategoria dyscyplin sportowych.
Wspólną cechą tych nart jest wiązanie „z wolną piętą” – do mocowania buta tylko w jego przedniej części dla umożliwienia swobodnego ruchu pięty.
Narty biegowesłużą do uprawiania biegów narciarskich, są to wąskie narty nie posiadające metalowych krawędzi; ze względu na styl jazdy dzielą się na narty do stylu klasycznego i stylu łyżwowego, ze względu na charakter wykorzystania dzielą się na sportowe i rekreacyjne. Rekreacyjne narty do stylu klasycznego zazwyczaj posiadają nacięcia w ślizgu (tzw. łuskę) w strefie komory odbiciowej
Narty śladowejest to odmiana nart biegowych do uprawiania narciarstwa rekreacyjnego lub lżejszych form turystyki w terenie nizinnym lub lekko pofałdowanym; są to narty nieco szersze niż używane w sporcie wyczynowym (narciarstwie biegowym), o szerokości od 5 cm, zazwyczaj posiadają łuskę i są bez metalowych krawędzi
Narty przełajowe(także: narty backcountry, BC) przeznaczone do narciarstwa przełajowego, zazwyczaj posiadają metalowe krawędzie i łuskę
Narty telemarkoweo funkcji podobnej jak narty turowe; w najczęstszym rozumieniu są to narty zjazdowe do zjazdów z zastosowaniem techniki telemarkowej; narty dedykowane jako telemarkowe posiadają metalowe krawędzie, są stosunkowo lekkie, umożliwiają zarówno podejścia (jak w nartach turowych), jak i zjeżdżanie z „wolną piętą” i z tego względu potrzebują specyficznych wiązań umożliwiających zjazd tą techniką
Narty do skokówprzeznaczone do skoków narciarskich, nie posiadają metalowych krawędzi

### Rodzina nart alpejskich
Narty zjazdowesą przeznaczone do narciarstwa alpejskiego, posiadają metalowe krawędzie oraz wiązania mocujące buty sztywno do narty
Narty turowe(także: skiturowe) przeznaczone do skialpinizmu – posiadają krawędzie, są stosunkowo lekkie, umożliwiają zarówno podejścia, jak i zjeżdżanie i z tego względu potrzebują specyficznych wiązań